# Instax

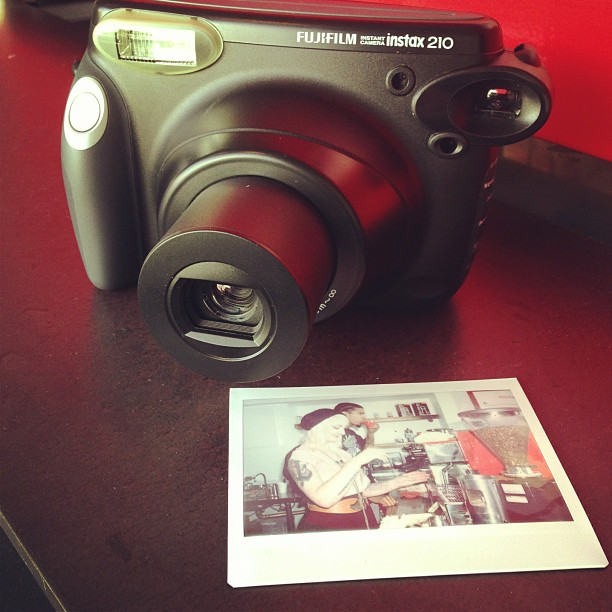
Fujifilm Instax 210 met Instax Grootformaat foto

Instax (gestileerd als instax) is een merk van instant-fotocamera's en instant-films op de markt gebracht door Fujifilm. De eerste camera en bijbehorende film, de Instax Mini 10 en Instax Mini film, werden uitgebracht op 10 november 1998. Het jaar daarop werden de "Wide" -film en de eerste bijbehorende camera uitgebracht. De Instax Square-film en de bijbehorende camera zijn in 2017 uitgebracht.
De formaten van Instax-film geven een beeldgrootte van 46 bij 62 mm voor de Mini, 99 mm voor de Wide en 62 mm voor de Square. De Instax-kleurenfilm is verkrijgbaar in de formaten Mini, Wide en Square en de zwart-witte Instax Monochrome is verkrijgbaar in de formaten Mini en Wide.
Andere fabrikanten maken ook compatibele camera's voor de instax-film.

## Camera's en printers
Fujifilm produceert, net als andere fabrikanten, een reeks Instax Mini Instax Square- en Instax Wide-camera's. Fujifilm produceert ook Instax Mini- en Square-printers en heeft in het verleden Instax Pivi-printers geproduceerd.

## Filmkarakteristieken
De instantfilmproducten van Fuji zijn gebaseerd op de verbeteringen die zijn aangebracht aan het Polaroid SX-70 instantfilmsysteem dat de Eastman Kodak Company in de jaren zeventig en tachtig verkocht. Fuji ontwikkelde de mogelijkheid om de film via de achterkant van de foto te belichten. Ze realiseerde ook de omkering van de volgorde van de kleurstoflagen, zodat de ontwikkeling in de blauwe laag als eerste zichtbaar is. Als gevolg van deze veranderingen hoeft het beeld niet via een reflexspiegel te worden gemaakt om het beeld om te keren (zoals alle Polaroid- integraalfilmcamera's doen). De kleurbalans en het toonbereik zijn ook verbeterd ten opzichte van integrale instantfilms van Polaroid. Fuji's beslissing om de drukplaatveren en batterijen in de camerabehuizingen te integreren in plaats van in het wegwerpfilmpakket zelf, zorgt ervoor dat het Instax-systeem per belichting economischer is dan de equivalenten van Polaroid.

### Instax Mini

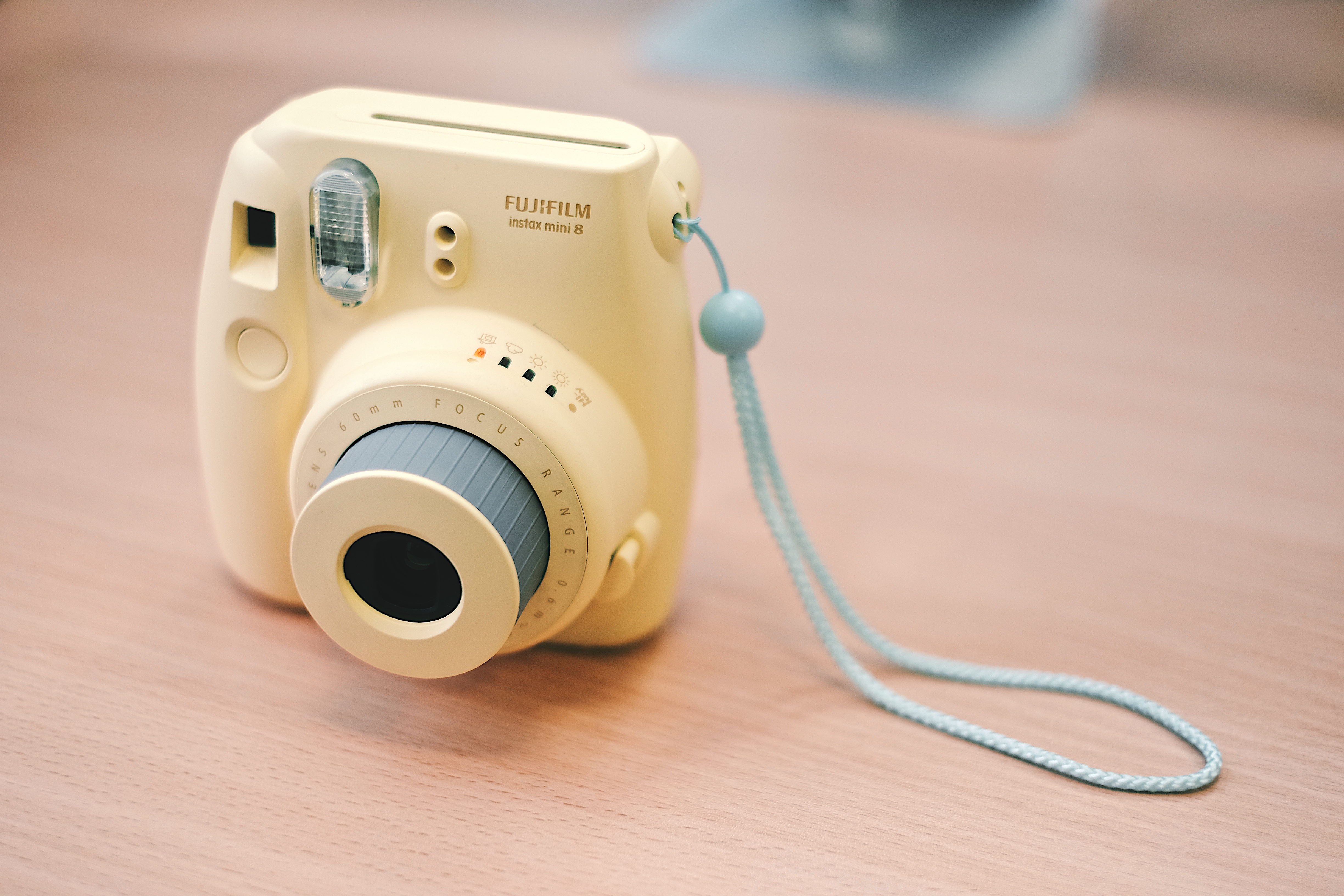
Fujifilm Instax Mini 8-camera

Instax Mini is een 54 × 86 mm (ongeveer ISO/IEC 7810 ID-1 creditcardformaat) integrale daglicht ISO 800 kleurenfilm ontworpen voor gebruik met Fujifilm Instax mini-compatibele camera's.
| Filmspecificaties                  | Filmspecificaties     |
| ---------------------------------- | --------------------- |
| Filmsnelheid                       | ISO800/30°            |
| Kleur temperatuur                  | Daglichttype (5500 K) |
| Oplossend vermogen                 | 12 lijnen/mm          |
| Foto's per verpakking              | 10                    |
| Filmformaat (B×H)                  | 54 × 86 mm            |
| Afbeeldingsgrootte (B×H)           | 46 × 62 mm            |
| Beeldverhouding                    | 1 : 1,348             |
| Grootte van filmverpakking (B×H×D) | 61 × 92 × 20 mm       |

### Digitale Instax Pivi
De Digital Instax Pivi-lijn was bedoeld als digitaal/analoog hybride. De oorspronkelijke bedoeling was om een nieuw formaat te produceren om een reeks digitale instantcamera's te voeden, vergelijkbaar met de Olympus C-211, een digitale camera met een ingebouwde Polaroid 500- filmprinter. Fujifilm bracht uiteindelijk in 1999 de FinePix PR21 uit, een digitale camera met een ingebouwde Instax-miniprinter. Een stand-aloneprinter was vanaf het begin gepland, maar was niet de primaire focus, maar dit veranderde met de komst van mobiele apparaten. Dit apparaat kwam in 2004 op de markt (als de Pivi MP-100), na ongeveer vijf jaar ontwikkeling.
Instax Pivi-film ziet er fysiek identiek uit aan Instax mini, maar er is een anders geformuleerde film voor nodig die een beeld met omgekeerde kleuren produceert bij gebruik in een minicamera, waardoor ze incompatibel zijn.

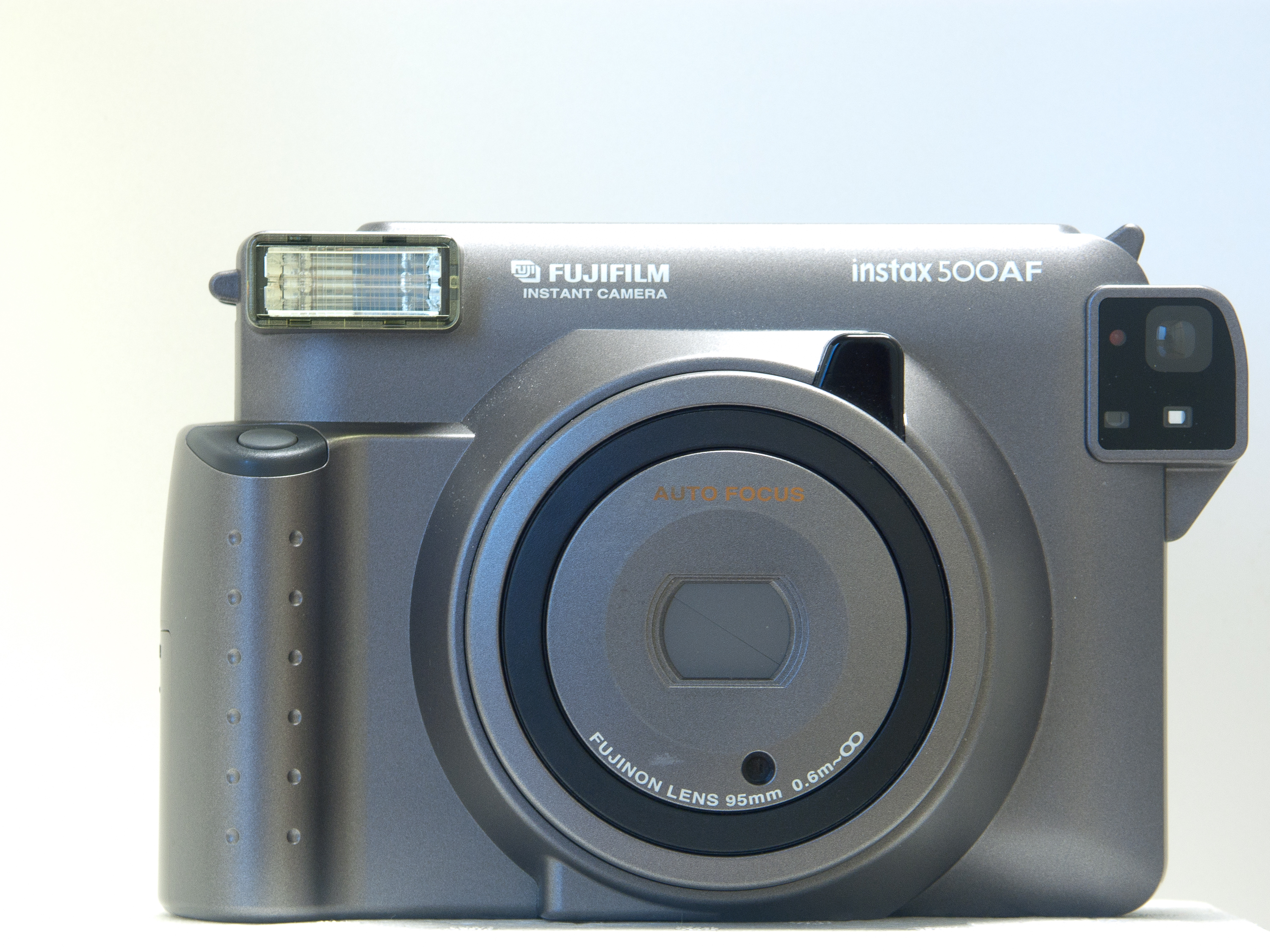
Fujifilm Instax 500AF-camera

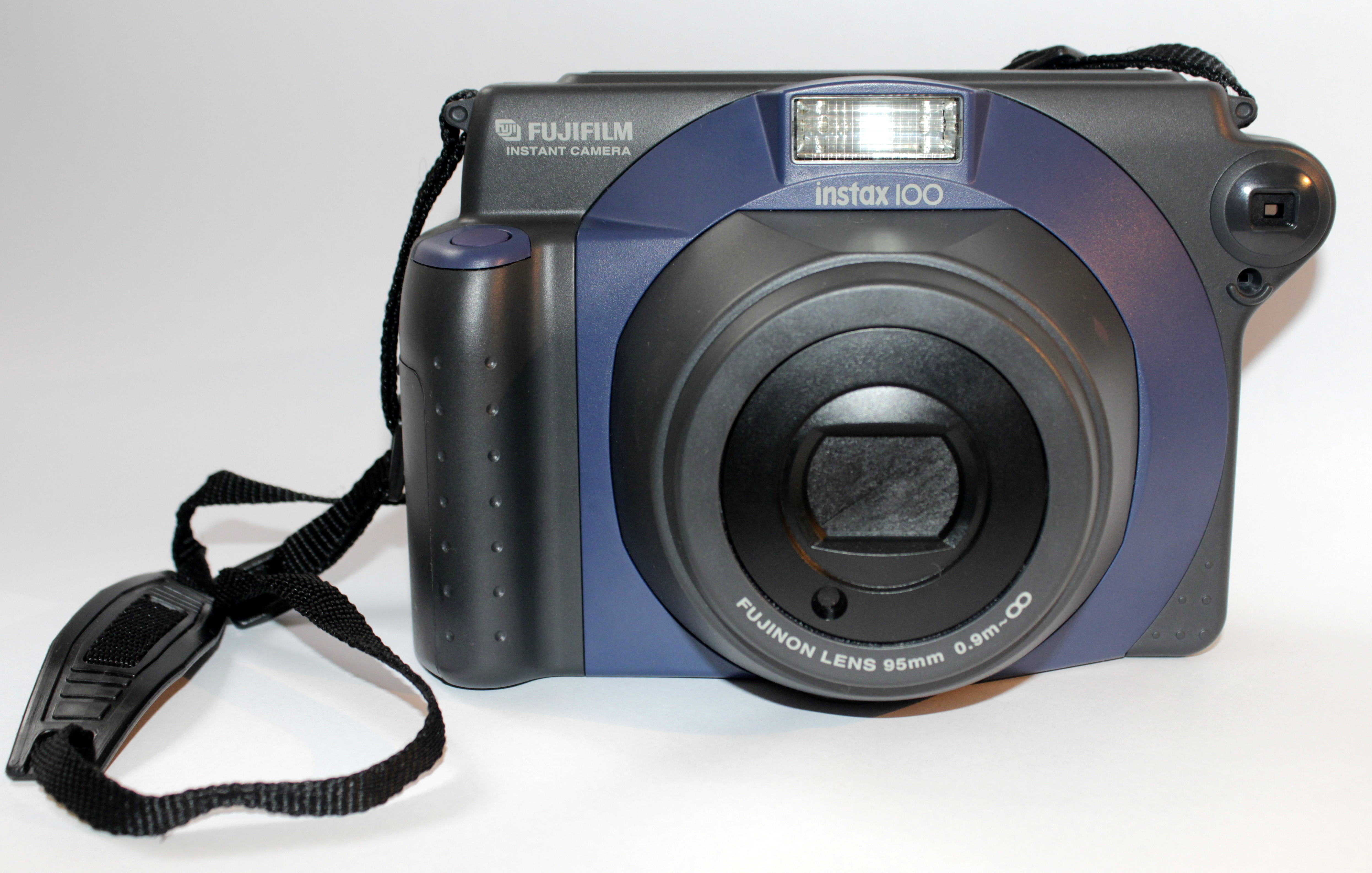
Instax 100-camera

| Filmspecificaties        | Filmspecificaties |
| ------------------------ | ----------------- |
| Filmsnelheid             | 800 ASA           |
| Filmformaat (B×H)        | 54 mm × 86 mm     |
| Afbeeldingsgrootte (B×H) | 46 mm × 61 mm     |

## Geschiedenis

### Pre-Instax
Kodak stopte met de productie van instantfilmcamera's toen het in 1986 met succes door Polaroid werd aangeklaagd wegens patentinbreuk . Fujifilm bleef, via een overeenkomst met Polaroid waarin werd gespecificeerd dat ze in bepaalde gebieden (zoals de VS) niet officieel konden distribueren totdat de oorspronkelijke patenten halverwege de jaren negentig afliepen, hun eigen filmlijn produceren en op de markt brengen. Als zodanig produceerde Fuji vanaf het begin van de jaren tachtig verschillende lijnen instantfilms.

### Uitgave
Instax werd in 1998 voor consumenten uitgebracht en was gebaseerd op die eerdere instantfilmsystemen, met dezelfde filmsnelheid en kleurvolgorde.
Fujifilm wilde de Instax-serie oorspronkelijk wereldwijd uitbrengen, inclusief Noord-Amerika en Europa, maar koos ervoor om met Polaroid te werken aan de mio-camera op basis van de Instax mini 10/20 voor de Amerikaanse markt. Het mio-product werd na een paar jaar stopgezet.

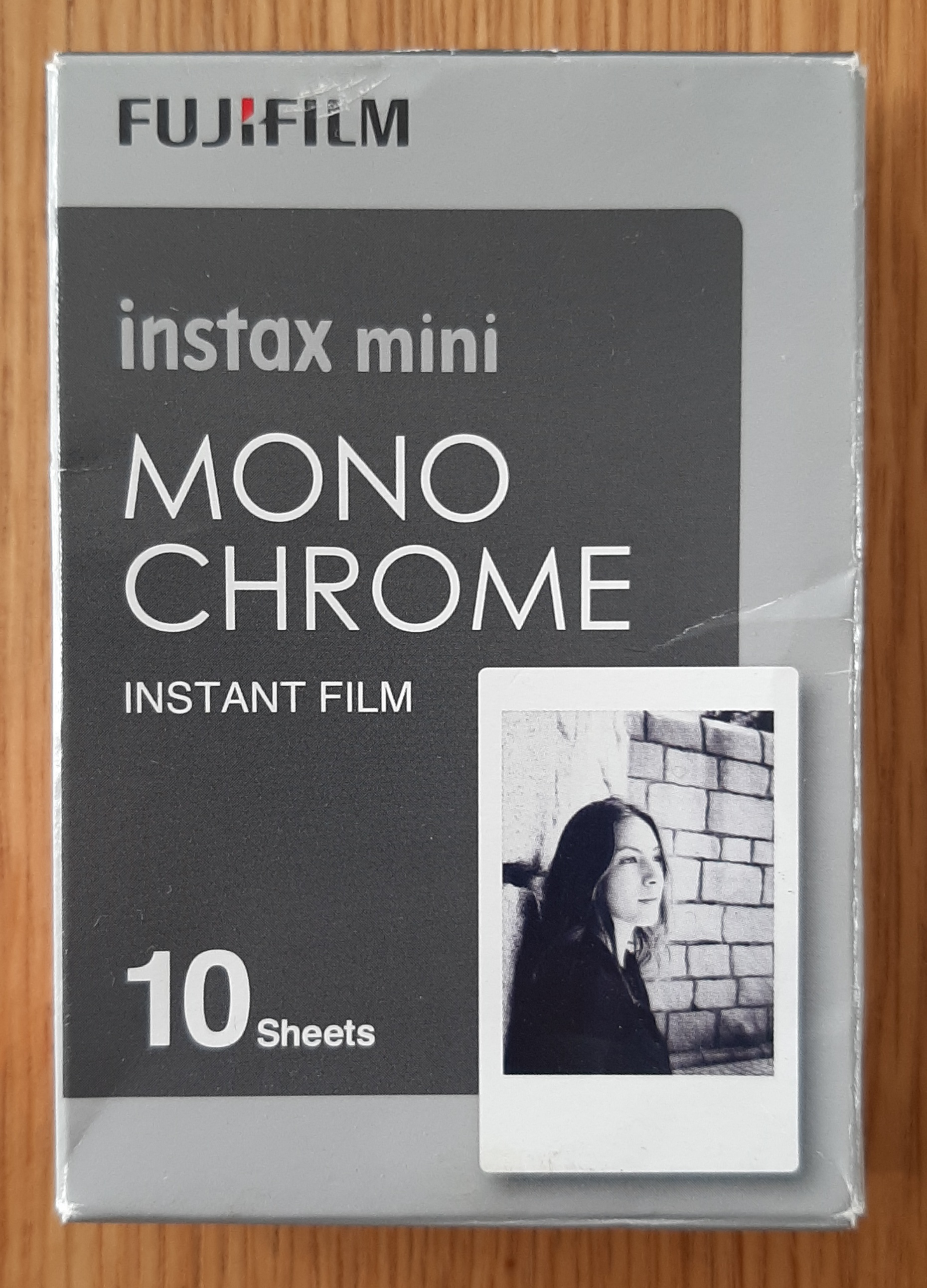
Zwart-wit Instax Mini-film

### Polaroid trekt zich terug
Toen Polaroid in 2008 de productie van instantfilms stopte, was het Instax-systeem het enige integrale instantfilmsysteem in productie totdat Impossible Project (nu Polaroid door merkovername) begin 2010 hun integrale film lanceerde. Het Instax Mini-systeem wordt op sommige markten ook door Polaroid zelf verkocht via de merken Polaroid 300 en Polaroid 300 Film (in werkelijkheid omgedoopt tot Instax Mini 7S en Instax Mini-film).